# Campionat d'Espanya de kàrting
El Campionat d'Espanya de kàrting (en castellà: Campeonato de España de karting) és la màxima competició d'aquesta modalitat que es disputa a l'estat espanyol. Organitzat per la Reial Federació Espanyola d'Automobilisme (RFEDA) anualment des de 1972, el campionat inclou proves celebrades a diferents circuits de l'estat i de Portugal.
El campionat és un referent internacional de la disciplina, fins al punt que nombrosos pilots estrangers hi competeixen regularment. A més a més, els circuits on es corre es troben entre els millors del panorama internacional i han acollit nombroses cites europees i mundials durant la dècada del 2010. Tot això fa que nombrosos pilots d'automobilisme espanyols de renom internacional hagin iniciat la seva trajectòria en aquest campionat, entre ells Fernando Alonso, Carlos Sainz Jr., Miquel Molina, Jaume Alguersuari i Roberto Merhi.

## Categories
La pràctica del kàrting a l'estat espanyol està permesa a partir dels 8 anys (és l'única especialitat de l'automobilisme en què s'hi pot córrer a aquesta edat), per la qual cosa el campionat s'estructura en diverses categories i copes de promoció en funció de l'edat dels participants i les característiques dels karts que s'hi fan servir. Al llarg dels anys, aquestes categories han anat evolucionant i actualment n'hi ha cinc de vigents:
- Aleví: per a pilots d'entre 8 i 11 anys
- Cadet: per a pilots que facin 11, 12 o 13 anys durant la temporada
- Júnior: per a pilots que facin 13, 14 o 15 anys durant la temporada
- Sènior: per a pilots que facin 15 o més anys durant la temporada
- Sènior KZ2: per a pilots Sènior i karts amb canvi de marxes
- Sènior KZ2-Silver: per a pilots Sènior amb 30 o més anys i karts amb canvi de marxes

## Palmarès
Font:

### 1972-2003
| Any                    | Categoria          | Campió                         |
| ---------------------- | ------------------ | ------------------------------ |
| 1972                   | Competició         | Jaume Ampurdanès               |
| 1972                   | Internacional      | Josep Maria Roig               |
| 1972                   | Nacional           | Josep Samitier                 |
| 1973                   | Competició         | Jaume Torrent                  |
| 1974                   | Competició         | Jaume Ampurdanès               |
| 1975                   | Sènior             | Jaume Ampurdanès               |
| 1975                   | 250cc              | Manuel Valls                   |
| 1976                   | 250cc              | Jaume Ampurdanès               |
| 1976                   | Sènior             | Fermí Vélez                    |
| 1976                   | Júnior             | Juan Cargues                   |
| 1976                   | Promoció           | Ramón Ezequiel                 |
| 1977                   | 250cc              | Pere E. Montaña                |
| 1977                   | Sènior             | Jaume Ampurdanès               |
| 1977                   | Júnior             | Pietro Raddi                   |
| 1977                   | Promoció           | Joan A. Garriga                |
| 1978                   | 250cc              | Jaume Ampurdanès               |
| 1978                   | Sènior             | Juan Carlos Abella             |
| 1978                   | Júnior             | Esteban Vilella                |
| 1978                   | Promoció           | David Trigo                    |
| 1979                   | 250cc              | Jaume Ampurdanès               |
| 1979                   | Júnior             | Frederic Fargas                |
| 1979                   | Promoció           | Pere Llinàs                    |
| 1980                   | 250cc              | Toni Elías                     |
| 1980                   | Resistència        | Jaume Ampurdanès - Enric Pagès |
| 1980                   | Sènior             | José Bisquert                  |
| 1980                   | Júnior             | Lluís J. Vila                  |
| 1980                   | Promoció           | Pere M. Martí                  |
| 1980                   | Interterritorial   | Catalunya                      |
| 1981                   | 250cc              | Toni Elías                     |
| 1981                   | Resistència        | Joan Seda - Pepo Barceló       |
| 1981                   | Júnior             | Lluís Guinea                   |
| 1981                   | Promoció           | Carlos Gil                     |
| 1981                   | Interregions       | Catalunya                      |
| 1982                   | 250cc              | José P. Gil                    |
| 1982                   | 250cc Bicilíndric  | Barlaan Repiso                 |
| 1982                   | Sènior             | José Bisquert                  |
| 1982                   | Júnior             | Víctor Ruiz                    |
| 1982                   | Promoció           | Mariano Molina                 |
| 1983                   | K-2                | Sebastià Llevadot              |
| 1983                   | 100cc Velocitat    | Santi Oliva                    |
| 1983                   | Sènior             | Carlos Gil                     |
| 1983                   | Júnior             | Miguel A. González             |
| 1984                   | Nacional           | Marc Semerano                  |
| 1984                   | 250cc              | Manel Sánchez                  |
| 1984                   | Interterritorial   | Catalunya                      |
| 1985                   | Nacional           | Juan Sánchez                   |
| 1985                   | 250cc              | Manel Sánchez                  |
| 1985                   | Sènior             | Mariano Molina                 |
| 1985                   | Júnior             | Joan Coderch                   |
| 1986                   | K-2                | Sebastià Llevadot              |
| 1986                   | Nacional           | Jordi Gené                     |
| 1986                   | Sènior             | Mariano Molina                 |
| 1986                   | Júnior             | Juan Durán                     |
| 1987                   | 250cc              | Sebastià Llevadot              |
| 1987                   | Sènior             | Joan Duran                     |
| 1987                   | Interregions       | Catalunya                      |
| 1988                   | Inter A            | Toni Viladomiu                 |
| 1988                   | Nacional           | Marc Gené                      |
| 1988                   | Interterritorial   | Catalunya                      |
| 1989                   | Intercontinental   | Carlos Gil                     |
| 1989                   | Nacional Velocitat | Michael Wakefield              |
| 1989                   | Júnior             | Joan Pere Gosa                 |
| 1990-2003: Sense dades |                    |                                |

### 2004-Actualitat
A 31 de desembre de 2015
| Any  | Cadet           | Aleví              | Júnior            | Intercontinental A | Intercontinental C |
| ---- | --------------- | ------------------ | ----------------- | ------------------ | ------------------ |
| 2004 | Borja Marqués   | -                  | Jaume Alguersuari | Aitor Medina       | Anthony Puppo      |
| 2005 | Adrián Del Río  | Carlos Gil         | Aleix Alcaraz     | Jaume Alguersuari  | Marcos Andrés      |
| 2006 | Carlos Gil      | Àlex Palou         | Miquel Monrás     | Armand Convers     | Marco Lorenzo      |
|      | Cadet           | Aleví              | KF-2              | KF-3               | KZ-2               |
| 2007 | Pedro Hiltbrand | Marc Ferreira      | Armand Convers    | Marc Otero         | Andrea Benedetti   |
| 2008 | ?               | ?                  | ?                 | ?                  | ?                  |
| 2009 | Francisco Rueda | Saulo Manuel Román | Dani Simón        | Gerard Barrabeig   | Borja Alvarez      |
| 2010 | Mikel Mostajo   | Eliseo Martínez    | Víctor Colomé     | Pedro Hiltbrand    | Jon Tanko          |
| 2011 | Luis Ramos      | -                  | Kevin Tenorio     | Àlex Palou         | André Ferreira     |
|      | Cadet           | Aleví              | -                 | KF-3               | KZ-2               |
| 2012 | Alex Machado    | Camilo Bobet       | -                 | Àlex Palou         | Jon Tanko          |
| 2013 | -               | Sami Worship       | -                 | Guillermo Russo    | Àlex Palou         |
|      | Cadet           | Aleví              | -                 | -                  | KZ-2               |
| 2014 | David Vidales   | Urbeltz Moar       | -                 | -                  | Jorge C. Pescador  |
|      | Cadet           | Aleví              | Júnior            | -                  | Sènior KZ-2        |
| 2015 | Mari Boya       | Hugo Belda         | Eliseo Martínez   | -                  | Jorge C. Pescador  |

Notes
1. ↑  Copa de España Cadete
2. ↑  Copa de España Alevín

Copes d'iniciació
| Any                    | Copa d'Espanya Superkart | Challenge Yamaha   | Parilla Cup X-30 |
| ---------------------- | ------------------------ | ------------------ | ---------------- |
| 2005                   | -                        | Eduard Gómez       | -                |
| 2005                   | -                        | José Antonio Pérez | -                |
| 2006                   | Borja Ruiz               | -                  | -                |
| 2007                   | Borja Ruiz               | -                  | -                |
| 2008-2011: Sense dades |                          |                    |                  |
| 2012                   | -                        | -                  | Henrique Chaves  |
| 2013                   | -                        | -                  | Henrique Chaves  |
| 2014                   | -                        | -                  | Eduardo García   |